# Revolusongs
Revolusongs – płyta Sepultury wydana w 2003 roku, zawierająca wyłącznie covery. Jest dostępna na rynku również z płytą Roorback, w limitowanej edycji dwupłytowej digipak.

## Lista utworów
| Nr | Tytuł utworu                                            | Długość |
| -- | ------------------------------------------------------- | ------- |
| 1. | „Messiah” (cover Hellhammer)                            | 3:27    |
| 2. | „Angel” (cover Massive Attack)                          | 5:13    |
| 3. | „Black Steel in the Hour of Chaos” (cover Public Enemy) | 4:02    |
| 4. | „Mongoloid” (cover Devo)                                | 2:35    |
| 5. | „Mountain Song” (cover Jane’s Addiction)                | 3:28    |
| 6. | „Bullet the Blue Sky” (cover U2)                        | 4:34    |
| 7. | „Piranha” (cover Exodus)                                | 3:39    |
|    |                                                         | 26:58   |

## Twórcy
- Sepultura:
  - Derrick Green – śpiew
  - Andreas Kisser – gitara prowadząca
  - Igor Cavalera – perkusja
  - Paulo Jr. – gitara basowa
- Steve Evetts – produkcja

## Wydania
Limitowane dwupłytowe wydanie Roorback
Dodatkowe utwory:
8. „Bullet the Blue Sky” (ulepszony wideoklip)